# Vùng nguyên nhiễm sắc

Nhân tế bào của con người cho thấy vị trí của vùng nguyên nhiễm sắc (euchromatin)

Vùng nguyên nhiễm sắc (Euchromatin) là một dạng đóng gói lỏng lẻo của sợi nhiễm sắc-chromatin (DNA, RNA và protein) và có nhiều các gen, và thường (nhưng không phải luôn luôn) có hoạt động phiên mã. Vùng nguyên nhiễm sắc bao gồm những phần hoạt động mạnh nhất của bộ gen trong nhân tế bào. 92% bộ gen của con người là nguyên nhiễm sắc.

## Cấu trúc
Cấu trúc của vùng nguyên có thể làm ta liên tưởng đến những hạt cườm được đính dọc theo một sợi dây; ở đây thì những hạt cườm đó thể hiện cho các nucleosome. Nucleosome gồm tám protein được gọi là histone, với khoảng 147 cặp base DNA quấn quanh chúng; ở vùng nguyên nhiễm sắc, sự quấn này là lỏng lẻo để sợi DNA thô có thể được tiếp cận. Mỗi histone lõi sở hữu cấu trúc 'đuôi', có thể được biến đổi theo nhiều cách; người ta cho rằng những biến đổi này hoạt động như "công tắc điều khiển chính", xác định sự sắp xếp tổng thể của chất nhiễm sắc. Đặc biệt, người ta tin rằng sự hiện diện của lysine 4 bị methyl hóa trên đuôi histone hoạt động như một dấu chuẩn cho vùng nguyên nhiễm sắc.

## Quan sát
Nhìn chung, vùng nguyên nhiễm sắc khi được quan sát dưới kính hiển vi quang học thì hiện ra dưới dạng các dải màu sáng khi được nhuộm G-banding, ngược lại với vùng dị nhiễm sắc, là màu tối. Màu sáng hơn này là do cấu trúc lỏng hay ít đặc hơn của vùng nguyên nhiễm sắc. Cấu trúc cơ bản của vùng nguyên nhiễm sắc là một sợi microfibril mở rộng, dài 10 nm, chỉ có thể nhìn thấy bằng kính hiển vi điện tử. Ở sinh vật nhân sơ, nguyên nhiễm sắc là dạng duy nhất của chất nhiễm sắc; điều này cho thấy cấu trúc dị nhiễm sắc xuất hiện muộn hơn trong tiến hóa cùng với nhân, có thể là cơ chế để xử lý khi kích thước bộ gen tăng lên.

## Chức năng
Vùng nguyên nhiễm sắc tham gia vào hoạt động phiên mã của DNA với sản phẩm là các mRNA. Cấu trúc mở cho phép các protein điều hòa gen và các phức hợp RNA polymerase có thể liên kết với chuỗi DNA, sau đó có thể bắt đầu quá trình phiên mã. Không phải tất cả vùng nguyên nhiễm sắc đều nhất thiết phải phiên mã; nhưng nói chung, nếu chúng không được phiên mã, chúng có thể biến đổi thành vùng dị nhiễm sắc để bảo vệ các gen khi đang không sử dụng. Do đó, có một liên kết trực tiếp giữa mức độ hoạt động tích cực của tế bào và lượng nguyên nhiễm sắc có thể tìm thấy trong nhân của nó.
Người ta cho rằng tế bào sử dụng sự biến đổi từ nguyên nhiễm sắc thành dị nhiễm sắc như một phương pháp kiểm soát sự biểu hiện gen và quá trình nhân lên, vì các quá trình này hoạt động khác nhau trên nhiễm sắc thể được đống gói chặt, đây gọi là 'giả thuyết tiếp cận'. Một ví dụ về vùng nguyên nhiễm sắc cơ định là 'luôn luôn bật' là gen giữ nhà, mã hóa cho các protein với các chức năng cơ bản mà tối quan trọng cho sự sống sót của tế bào.